# Pelatantheria
Pelatantheria – rodzaj roślin z rodziny storczykowatych (Orchidaceae). Epifityczne lub litofityczne rośliny zielne rosnące w lasach na wysokościach 700–1100 m n.p.m. Występują w Azji Południowo-Wschodniej w takich krajach i regionach jak: Asam, Bangladesz, Kambodża, południowo-centralne, północno-centralne i południowo-wschodnie Chiny, wschodnie i zachodnie Himalaje, Indie, Japonia, Korea Południowa i Północna, Laos, Malezja Zachodnia, Mjanma, Nepal, Sumatra, Tajlandia, Wietnam.

## Systematyka
Rodzaj sklasyfikowany do podplemienia Aeridinae w plemieniu Vandeae, podrodzina epidendronowe (Epidendroideae), rodzina storczykowate (Orchidaceae), rząd szparagowce (Asparagales) w obrębie roślin jednoliściennych.
Wykaz gatunków
- Pelatantheria bicuspidata Tang & F.T.Wang
- Pelatantheria cristata (Ridl.) Ridl.
- Pelatantheria ctenoglossum Ridl.
- Pelatantheria eakroensis Haager
- Pelatantheria insectifera (Rchb.f.) Ridl.
- Pelatantheria rivesii (Guillaumin) Tang & F.T.Wang
- Pelatantheria scolopendrifolia (Makino) Aver.
- Pelatantheria woonchengii P.O'Byrne